# Solanum luteoalbum
Solanum luteoalbum är en potatisväxtart som beskrevs av Christiaan Hendrik Persoon. Solanum luteoalbum ingår i släktet skattor som ingår i familjen potatisväxter. IUCN kategoriserar arten globalt som akut hotad. Inga underarter finns listade i Catalogue of Life.